# Dattašša
Daddašša, auch Dattašša oder Tattašša (hethitisch: URUda-ad-da-aš-ši-iš, URUta-at-ta-aš-ša), war eine hethitische Stadt, die im Zusammenhang mit einer Reise nach Ägypten genannt wird.
In der früheren Forschung wurde Dattašša als Lesung des logographisch geschriebenen Stadt- und Landesnamens dU-dašša vorgeschlagen.  Dieser Name wird heute durchwegs als Tarḫundašša gelesen. Somit bleibt Dattašša ein Stadt, deren Lage nicht bekannt ist.